# Иванка Петровић Ацин
Иванка Петровић Ацин (Нови Сад, 14. октобар 1925 — Нови Сад, 31. октобар 2011) била је српска вајарка.

## Биографија
Рођена је 14. октобра 1925. у Новом Саду. Студирала је вајарство на Академији ликовних уметности у Београду.
Излагала је на изложбама Удружења ликовних уметника Србије, Савеза удружења ликовних уметника Војводине, савезној изложби у Љубљани, изложбама „Послератна вајарска генерација Србије 1945—1955” у Галерији Дома војске у Београду 1955, „Савремени ликовни уметници Војводине” 1969, „Ликовна уметност у Војводини 1945—1955” 1980, „Вајарски радови из збирке галерије Матице српске” 1989. и „Поклон збирка Иванке Ацин” 2000. у галерији Матице српске, изложби „Скулптура у Војводини” у Галерији савремене ликовне уметности у Новом Саду 1984. и изложби „Скулптура у слободном простору: скице за скулптуру у простору” у галерији СУЛУВ-а 1991. Израдила је спомен бисту Бранка Радичевића у Новом Саду 1953. године.
Радила је као професорка Више педагошке школе у Новом Саду.
Преминула је 31. октобра 2011. у Новом Саду.